# فوتشال

شالیزارها محل انجام بازی فوتشال هستند.

فوتشال یک بازی شبیه فوتبال است که در شالیزار برگزار می‌شود. این بازی بیشتر و اولین بار در استان مازندران و بین کشاورزان رواج دارد که معمولاً در زمان کاشت نشای برنج در زمین‌های کشاورزی انجام می‌شود.
نام فارسی  «فوتشال» از آمیزه‌سازی دو واژهٔ «فوتبال» و «شالیزار» ساخته شده‌است. بازی فوتشال در زمینی به ابعاد ۵۰ در ۲۵ متر برگزار می‌شود و هر تیم با ۹ بازیکن به میدان می‌رود.